# Pune (huyện)
Huyện Pune là một huyện thuộc bang Maharashtra, Ấn Độ. Thủ phủ huyện Pune đóng ở Pune. Huyện Pune có diện tích 15643 ki lô mét vuông. Đến thời điểm năm 2001, huyện Pune có dân số 7224224 người.